# Faccia visibile della Luna

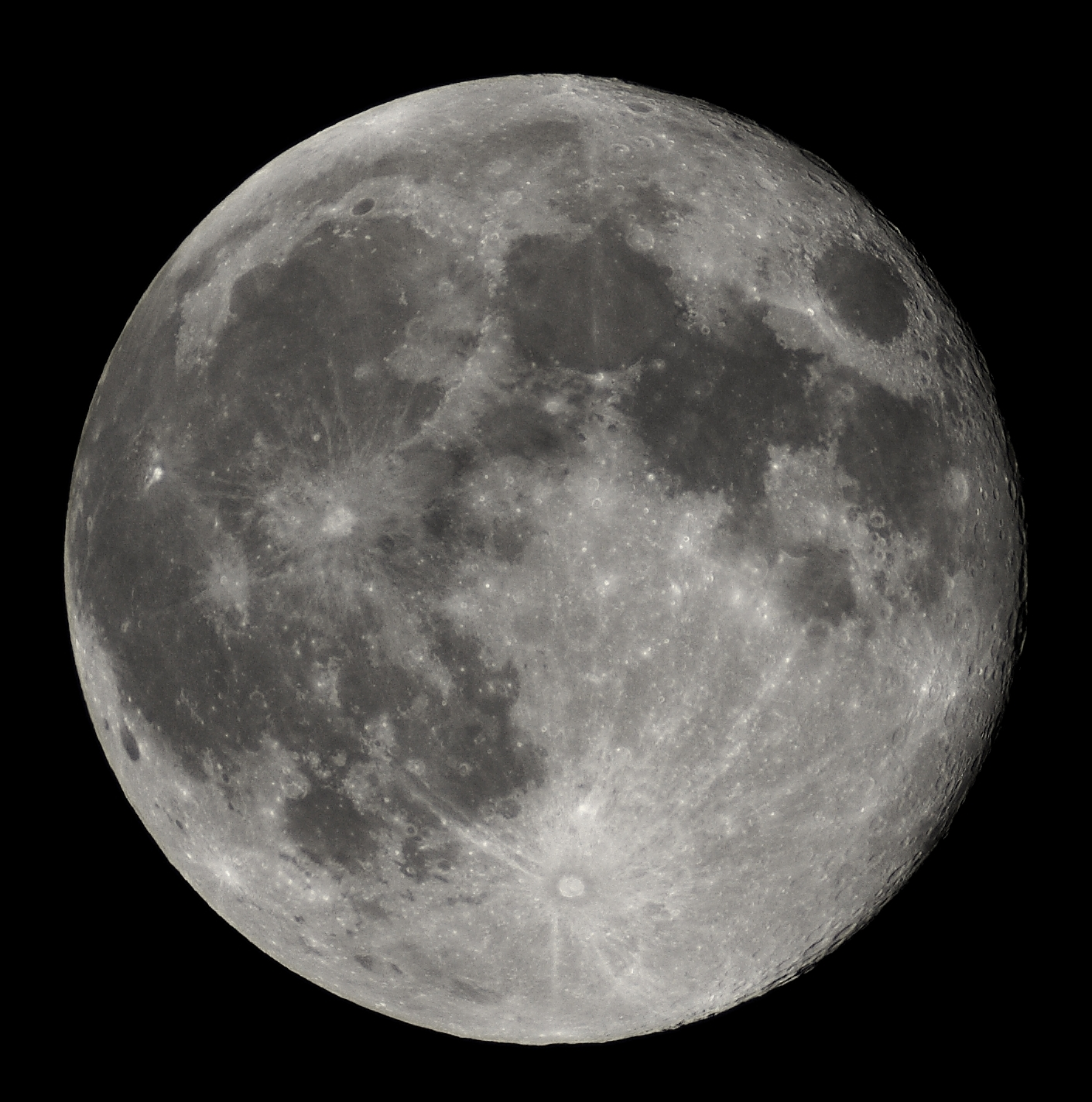
La Faccia visibile della Luna

La faccia visibile della Luna è quella parte del nostro satellite che è possibile vedere dalla Terra.

La faccia visibile della luna con i principali mari e crateri

## Faccia visibile
La faccia visibile della Luna dalla Terra è sempre la stessa in quanto il suo periodo di rotazione è esattamente uguale al suo periodo orbitale.
Questo fenomeno è conosciuto anche come risonanza spin-orbita ed è comune alla maggior parte dei satelliti naturali che compongono il sistema solare.
La parte visibile corrisponde al 59% del suolo lunare; questa percentuale è data da una zona sempre visibile, che rappresenta il 41% del nostro satellite, ed un 18% dettato dalla sua posizione nell'arco di un mese lunare. Questo fenomeno prende il nome di librazione, di cui esistono tre tipi.

Nell'animazione è rappresentata la librazione, con la Luna, in piccolo, che ruota intorno alla Terra

- Librazione in longitudine: dovuta al fatto che la Luna ruota quasi uniformemente su sé stessa ma percorre un'orbita ellittica più velocemente al perigeo che all'apogeo e vista dalla Terra sembra oscillare in longitudine rendendo visibile zone leggermente più a est e a ovest del margine dell'emisfero.

- Librazione in latitudine: dovuta al fatto che l'asse di rotazione della Luna è inclinato rispetto al piano orbitale e quindi nel periodo di un'orbita sono osservabili zone un po' più a sud e un po' più a nord.

- Librazione diurna: dipende dalle dimensioni del nostro pianeta, che non sono trascurabili, e perciò due osservatori in luoghi diversi, oppure un osservatore in orari diversi, possono vedere più del 50% della superficie.

Librazione della Luna durante le fasi

Un'altra caratteristica della Luna è il mutamento della porzione visibile in un ripetersi di cicli regolari (mese sinodico); questi cambiamenti prendono il nome di fasi e sono prodotte dalla variazione dell'angolo Terra-Luna-Sole durante il movimento del nostro satellite lungo l'orbita.
Avremo quindi un momento in cui la faccia del nostro satellite sarà totalmente in ombra (Luna nuova), e successivamente aumenterà la superficie visibile fino ad arrivare al massimo (Luna piena) per poi decrescere, gradualmente, e diminuire la zona illuminata. L'intero ciclo dura 29 giorni, 12 ore, 43 minuti e 11 secondi.
Nella fase in cui si presenta come una sottile falce si potrà intravedere la parte in ombra,  in quanto illuminata dalla luce riflessa della Terra (Luce cinerea).
Un altro fenomeno è quello della Luna rossa e avviene durante un'eclissi totale: benché il nostro satellite sia immerso nel cono d'ombra della Terra risulta illuminato dalla luce che attraversa la nostra atmosfera, che, a causa della rifrazione, assume una colorazione rossastra.

## Nomi

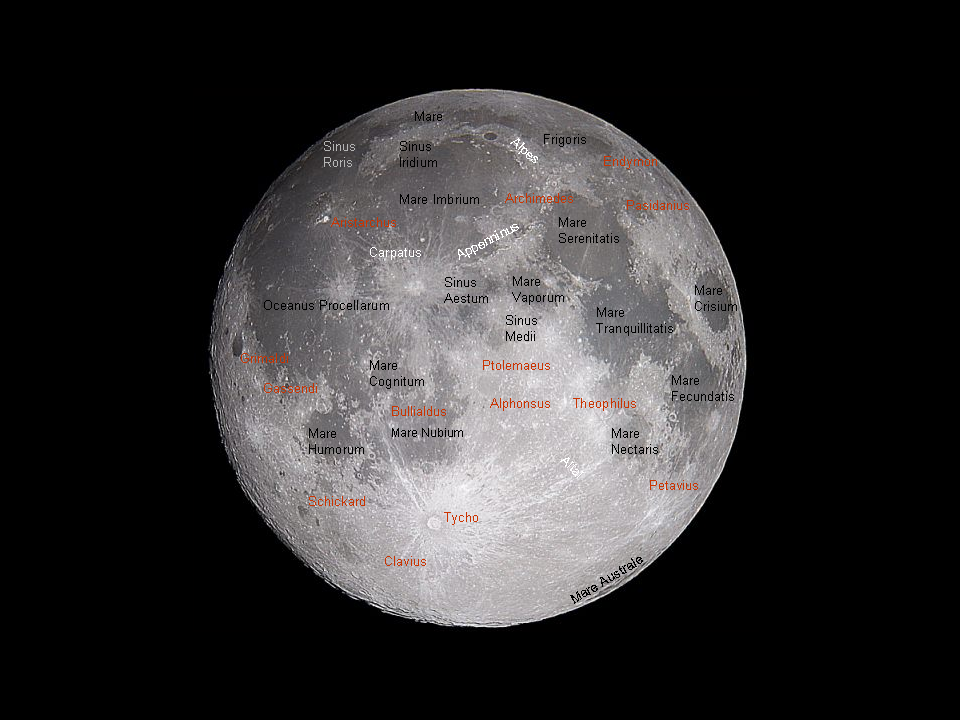
Principali formazioni lunari

La prima mappatura della Luna risale al secolo XVII (si citano Giovanni Riccioli e Francesco Maria Grimaldi). Il termine "mare" fu scelto per indicare le zone scure e "terra" per quelle più chiare.
Anche se successivamente è stato scoperto che non c'è acqua liquida sulla Luna, i termini mare e terra sono ancora usati.

## Faccia nascosta
La faccia nascosta della Luna è stata esplorata solo a partire dal 10 ottobre 1959, quando la cosmonave sovietica Luna 3 la fotografò per la prima volta.